# Honoré Gabriel Riqueti de Mirabeau
Gabriel Honoré Riquetti comte de Mirabeau (født 9. marts 1749, død 2. april 1791) var en fransk greve og politiker. Han var en af de ledende moderate skikkelser i den tidlige fase af den Franske Revolution. Han var bror til André Boniface Louis Riqueti de Mirabeau.

## Tidlig karriere
Mirabeau var søn af Victor de Riquetti Marquis de Mirabeau. Som barn vakte han opsigt både ved sin store klogskab og sit overmåde utiltalende udseende, især efter at han havde haft kopper. Forholdet mellem hans fader og moder var slet, og da faderen mente, at drengen slægtede moderen på, viste han ham kun ringe velvilje.
Efter en noget forsømt undervisningstid blev Mirabeau 1767 soldat og snart efter officer. Han kom i konflikt med sin oberst. Det sendte ham et års fængsel 1768—69, og kort efter han var løsladt, kom han i en duel. Han deltog i erobringen af Korsika, hvor han viste megen dygtighed.
1772 giftede han sig med en adelig dame. Han skaffede sig efterhånden ved sit uregelmæssige liv en stor gæld, og forholdet til faderen var meget spændt. 1774 blev han arresteret efter et sammenstød med en adelsmand; en tid levede han så frit som fange, at han 1775 kunne skrive og få offentliggjort sin Essai sur le despotisme, et kritisk skrift om den franske enevælde. Men det blev opdaget, at han var forfatteren, og behandlingen af ham blev strengere. 1776 flygtede han imidlertid sammen med sin elskerinde, Madame Monnier.
Han opholdt sig nu en tid i udlandet og blev frimurer. 1777 blev han imidlertid atter arresteret og dømt for bortførelsen af Madame Monnier. Han sad i Vincennes-fængslet, hvor han fordrev tiden med at oversætte græske og latinske værker. Desuden skrev han en i 1782 offentliggjort bog om Les Lettres de cachet. 1780 blev han fri; han opgav forbindelsen med Madame Monnier og blev i 1783 skilt fra sin hustru. I de følgende år vedblev han at føre et yderst uregelmæssigt liv, samtidig med at han skrev en hel række pjecer om finansielle, politiske og andre spørgsmål; særlig begyndte han nu at angribe Neckers administration.
1786 besøgte han Frederik 2. af Preussen i Berlin og fik et meget fordelagtigt indtryk af ham. 1788 udgav han De la monarchie prussienne sous Frédéric le Grand, et værk, der i høj grad forøgede hans anseelse. Derefter rettede han under debatten før valgene til rigsstænderne voldsomme angreb på adelen; selv valgtes han af tredjestand i Aix.

## Under den Franske Revolution
Da rigsstænderne åbnedes 1789, begyndte han sin Le journal des etats généraux, der fortsattes under skiftende navne.
Han viste sig hurtig som en fremragende taler. Den vilkårlighed, han selv havde været udsat for, havde skabt en dyb uvilje hos ham mod de privilegerede og den hele gamle statsordning. Hans voldsomme udtryk og hele energiske tale rev forsamlingen med, og han var snart dens ledende mand.
Da tredjestands repræsentanter 23. juni trodsede kongens bud om at skilles, var det under hans ledelse. "Gå og sig eders herre", skal han have tilråbt den kongelige udsending, "at vi er her i kraft af folkets vilje, og at man kun vil kunne drive os bort ved bajonetternes magt". Udråbet er citeret i forskellig form, men at han har sagt noget lignende er sikkert.
13. juli døde Mirabeaus fader, hvem han ofte havde forsonet sig med, men aldrig varigt, og han hindredes derfor i at deltage i Stormen på Bastillen dagen efter. Han var heller ikke til stede i Nationalforsamlingen, da den natten mellem 4. og 5. august erklærede alle privilegier ophævede, og han udtalte sig siden ret spottende om beslutningen.
Derimod var han medlem af og ordfører for det udvalg, der udarbejdede erklæringen om menneskerettighederne. Under forhandlingerne om den ny forfatning optrådte han som bestemt tilhænger af et parlamentarisk, konstitutionelt monarki, hvor folkerepræsentationens rettigheder sikredes, uden at kongemagten svækkedes alt for stærkt. Således forsvarede han forgæves det absolutte veto, som kongen havde haft.
Forsamlingen begyndte snart at frygte ham, og delvis som følge deraf vedtoges det, at medlemmerne ikke skulle kunne vælges til den kommende lovgivende forsamling; Mirabeau bekæmpede stærkt denne ikke særlig fornuftige bestemmelse. Allerede i slutningen af 1789 var han imidlertid trådt i forbindelse med Grev de la Marck og gennem ham med kongefamilien, og forbindelsen blev siden stedse fastere. Han mødtes med Marie Antoinette, og han modtog anselige pengebeløb, som hans gæld og hans kostbare liv gjorde uundværlige for ham. Han beskyldtes da også flere gange af revolutionsmændene for forræderi, og hans popularitet formindskedes efterhånden.
Alligevel øvede hans veltalenhed stadig en stor indflydelse både i Nationalforsamlingen og over for folkeskarerne, og hoffet satte stadig mere sin lid til ham. Selv blev han mere og mere talsmand for kraftig optræden til hævdelse af ordenen. Han havde længe været sygelig, og det liv, han førte, nedbrød stedse hans kræfter, så han døde kun 44 år gammel.
Bevægelsen var stor ved efterretningen derom, og han blev begravet i Panthéon, som den første i en lang række af revolutionens "helgener". Da hans forbindelse med hoffet afsløredes, fjernedes hans lig derfra 1793 for at give plads for Marats.